# Gaspar de Witte

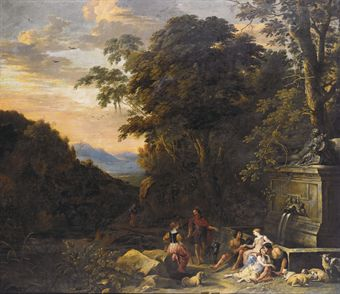
Une œuvre italianisante de Gaspar de Witte : Paysage italien avec bergers près d'une fontaine.

Pour les articles homonymes, voir de Witte.
Gaspar de Witte, né le 5 octobre 1624 à Anvers où il est mort le 20 mars 1681 , est un peintre flamand de la période baroque, principalement renommé pour ses paysages.

## Biographie
Gaspar de Witte est né à Anvers dans une famille d'artistes. Il apprit d'abord son métier chez son père Pieter de Witte II. Ses frères Jean-Baptiste de Witte et Peter de Witte III (en) furent également peintres.
Il fit un voyage à Rome vers 1646 et y fut membre des Bentvueghels, une association d'artistes flamands active dans la « ville éternelle », où il reçut le « totem » de « goujon » (« grondel »).
Il est actif en France vers 1648.
Après son retour à Anvers en 1650, il se fit inscrire à la Guilde de Saint-Luc, en qualité d'« échanson » (« wijnmeester »), fonction réservée aux fils de maître de la guilde.
À côté de son activité picturale, il tenait également boutique d'objets destinés à l'exercice de la peinture.
Parmi ses disciples, on relève le nom des peintres Cornelis Huysmans et Adrien Verdoel.

## Œuvre
Il est surtout connu pour ses paysages, particulièrement ses paysages d'hiver, et ses intérieurs de boutiques de marchands d'art. Ses paysages sont dans la mode du baroque italo-flamand, alors que d'autres œuvres penchent plutôt vers la manière plus sévère des Provinces-Unies.